# トラジオン・ストローク
トラジオン・ストロークは、1873年にイギリスのアーサー・トラジオンが考案した、現在のクロール泳法の原型となった泳法。それまでは平泳ぎが主流であったが、リカバリー時に腕が水の抵抗を強く受けるため、スピードはそれほど出なかった。そこでトラジオンは水を掻いたあとの腕を水面上に交互に出すことによって、より速い泳法を実現させた。この時のキックはあおり足であったが、その後イギリスのキャビル(Richard Cavill)がバタ足を導入し、さらにスピードの速い現在のクロール泳法となる。